# Gimnasia en los Juegos Olímpicos de Londres 2012 – Viga de equilibrio femenino
El evento de viga de equilibrio femenino de gimnasia artística en los Juegos Olímpicos de Londres 2012 tomó lugar el 7 de agosto en el North Greenwich Arena.

## Horario
La hora está en Tiempo británico (UTC+1)
| Fecha                       | Tiempo | Ronda   |
| --------------------------- | ------ | ------- |
| Martes, 7 de agosto de 2012 | 14:00  | Finales |

## Clasificación
|           | Nombre         | País                 | Fecha de nacimiento     | Edad    |
| --------- | -------------- | -------------------- | ----------------------- | ------- |
| Más joven | Gabby Douglas  | Estados Unidos (USA) | 31 de diciembre de 1995 | 16 años |
| Más mayor | Cătălina Ponor | Rumania (ROU)        | 20 de agosto de 1984    | 27 años |

| Rank | Gimnasta                | Pts. D | Pts. E | Penalidad | Total  | Notas |
| ---- | ----------------------- | ------ | ------ | --------- | ------ | ----- |
| 1    | Sui Lu (CHN)            | 6.400  | 9.000  |           | 15.400 |       |
| 2    | Viktoria Komova (RUS)   | 6.400  | 8.866  |           | 15.266 |       |
| 3    | Gabby Douglas (USA)     | 6.500  | 8.766  |           | 15.266 |       |
| 4    | Deng Linlin (CHN)       | 6.500  | 8.666  |           | 15.166 |       |
| 5    | Aly Raisman (USA)       | 6.400  | 8.700  |           | 15.100 |       |
| 6    | Ksenia Afanasyeva (RUS) | 5.900  | 9.166  |           | 15.066 |       |
| 7    | Cătălina Ponor (ROU)    | 6.400  | 8.633  |           | 15.033 |       |
| 8    | Diana Bulimar (ROU)     | 6.100  | 8.766  |           | 14.866 |       |

Kyla Ross (USA) quedó en sexto lugar y Anastasia Grishina en noveno, pero no calificaron debido la regla de 'dos por país solamente'.

### Reservas
Las reservas para las barras asimétrica fueron:
- Asuka Teramoto (JPN) - 15 lugar
- Vanessa Ferrari (ITA) - 16 lugar
- Carlotta Ferlito (ITA) - 17 lugar

Jordyn Wieber (USA) no calificó como la tercera reserva debido a que sus compañeras de equipo Douglas Gabby y Kyla Ross obtuvieron una mayor puntuación en la ronda preliminar.

## Final
| Posición          | Gimnasta                | Pts. D | Pts. E | Pen. | Total  |
| ----------------- | ----------------------- | ------ | ------ | ---- | ------ |
| Medalla de oro    | Deng Linlin (CHN)       | 6.600  | 9.000  |      | 15.600 |
| Medalla de plata  | Sui Lu (CHN)            | 6.500  | 9.000  |      | 15.500 |
| Medalla de bronce | Aly Raisman (USA)       | 6.300  | 8.766  |      | 15.066 |
| 4                 | Cătălina Ponor (ROU)    | 6.600  | 8.466  |      | 15.066 |
| 5                 | Ksenia Afanasyeva (RUS) | 5.800  | 8.783  |      | 14.583 |
| 6                 | Larisa Iordache (ROU)   | 6.400  | 7.800  |      | 14.200 |
| 7                 | Gabby Douglas (USA)     | 6.000  | 7.633  |      | 13.633 |
| 8                 | Viktoria Komova (RUS)   | 6.200  | 6.966  |      | 13.166 |